# Samerey
Samerey település Franciaországban, Côte-d’Or megyében. Lakosainak száma 134 fő (2022. január 1.). Samerey Champvans, Laperrière-sur-Saône, Saint-Seine-en-Bâche, Saint-Symphorien-sur-Saône, Abergement-la-Ronce és Damparis községekkel határos.

## Népesség
A település népessége az elmúlt években az alábbi módon változott:
| Lakosok száma | 136  | 138  | 156  | 132  | 143  | 156  | 155  | 145  | 141  | 134  |
|               | 1968 | 1982 | 1990 | 2006 | 2013 | 2015 | 2017 | 2019 | 2020 | 2022 |